# محفظه شرطی‌شدن فعال

جعبه اسکینر

محفظه شرطی‌شدن فعال (به انگلیسی: Operant Conditioning Chamber) یا جعبه اسکینر (به انگلیسی: Skinner box)، دستگاهی آزمایشگاهی است که برای بررسی رفتار حیوانات مورد استفاده قرار می‌گیرد. جعبه اسکینر توسط بی‌اف اسکینر در زمانی که دانشجوی دوره تحصیلات تکمیلی در دانشگاه هاروارد بود، ابداع شد. ممکن است این ایده از مطالعات جرزی کونورسکی (Jerzy Konorski) الهام گرفته باشد. از این محفظه، هم برای مطالعه شرطی‌شدن فعال و هم برای شرطی‌شدن کلاسیک استفاده می‌شود.
اسکینر محفظه شرطی‌شدن را به‌عنوان موردی مشتق شده از جعبه پازل (Puzzle box) که ابتدا توسط ادوارد توراندیک ایجاد شده بود، ایجاد کرد.

## تاریخچه
در سال ۱۹۰۵، ادوارد تورندایک، روانشناس آمریکایی، «قانون اثر» را پیشنهاد داد که اساس شرطی سازی رفتار است. تورندایک، آزمایشاتی را برای کشف نحوه یادگیری گربه انجام داد. مشهورترین کار او نظارت بر گربه‌ها، هنگام تلاش برای فرار از جعبه‌های پازلی (قفسِ معما) بود. در این جعبه، حیوان محبوس باید اهرمی را حرکت می‌داد تا آزاد شود. او چندین آزمایش را با هر حیوان انجام داد و طول زمان تلاش گربه را ثبت کرد. تورندایک مدعی شد که تلاش گربه‌ها بدون برنامه است. گربه تنها با آزمایش و خطا و یک تصادف مفید موفق می‌شود. یادگیری زمانی اتفاق می‌افتد که تلاش اثری داشته باشد و این اثر قابل تکرار باشد. او تفسیر خود از مشاهداتش را «قانون اثر» نامید.
پنجاه سال بعد، 
بی‌اف اسکینر این مطالعات را گسترش داد و نتیجه گرفت که پاداش، احتمال تکرار یک رفتار را افزایش؛ و مجازات این احتمال را کاهش می‌دهد. 